# Provincie v Japonsku

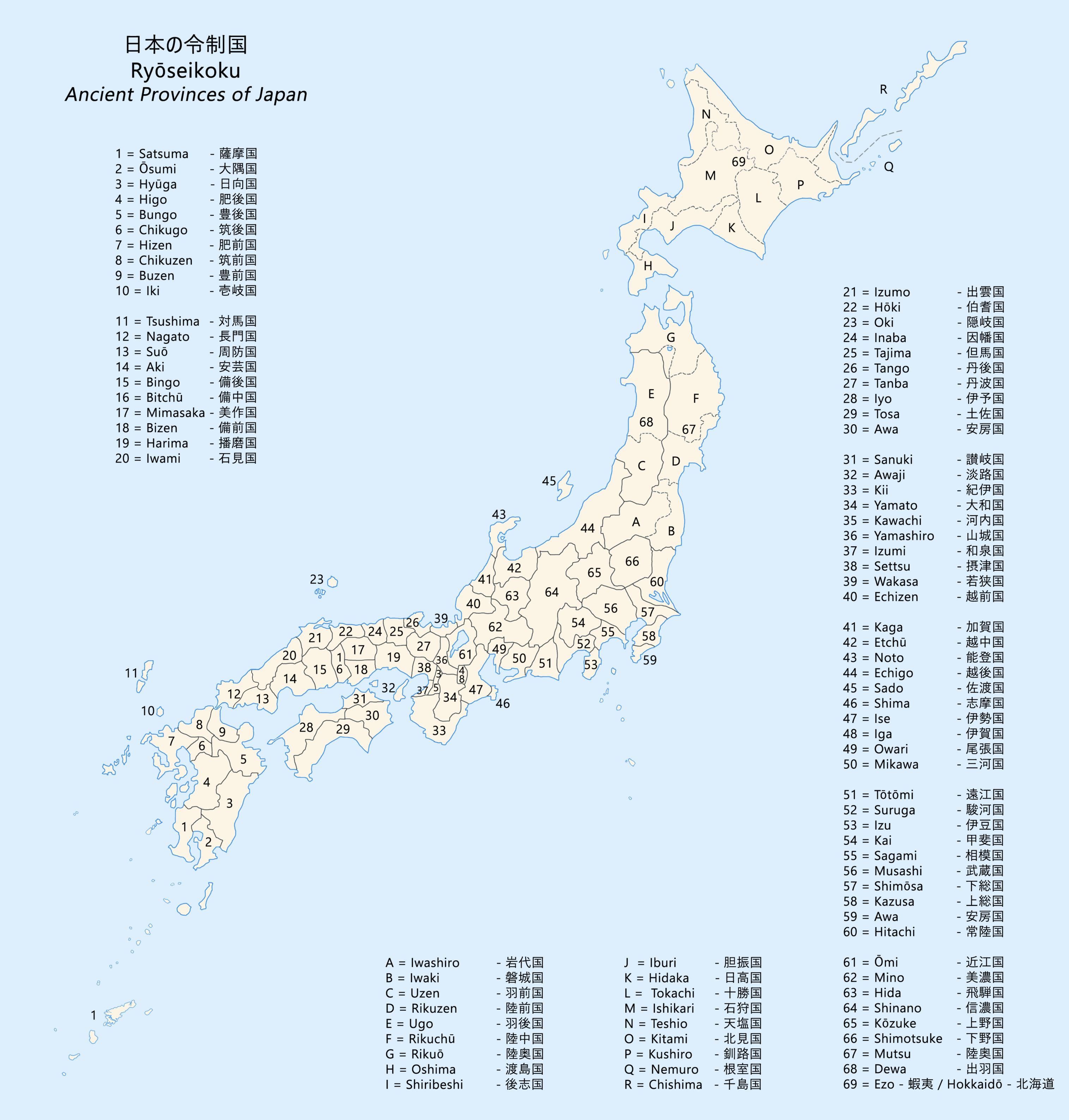
Japonské provincie od období Kamakura až do roku 1868

Předtím než byl zaveden moderní systém prefektur, bylo Japonsko rozděleno na několik desítek kuni (国, země), do češtiny běžně překládaných jako provincie. Každá provincie byla dále rozdělena na několik gun (郡, okres; dříve zvaných kóri).

## Historie
Provincie byly původně založeny jako administrativní i geografické regiony. Ale na konci období Muromači byla jejich administrativní funkce postupně nahrazována lény jednotlivých sengoku-daimjó. Za vlády Hidejošiho Tojotomiho byly provincie zcela nahrazeny ve své administrativní funkci lény jednotlivých daimjó. Během období Edo byla léna známá jako han. Provincie nadále zůstaly jako geografické útvary a lidé často označovali určitá místa kombinací názvu provincie a léna.
Během restaurace Meidži byly han legitimizovány jako administrativní jednotky, ale vzápětí nahrazeny prefekturami (městské prefektury se nazývaly fu a venkovské prefektury ken). Provincie jako součást systému adres zrušeny nebyly, ale naopak bylo jejich používání rozšířeno. V roce 1871 bylo prefektur 304, zatímco počet provincií byl 68 (bez Hokkaidó a provincie Rjúkjú). Hranice mezi mnoha prefekturami byly nejen komplikované, ale ani nerespektovaly hranice mezi provinciemi. Prefektury byly postupně spojovány, až se jejich počet snížil na 37 v roce 1881 a následně se jich několik rozdělilo na celkem 45 v roce 1885. Přidáním prefektur Hokkaidó a Okinawa bylo dosaženo současného počtu 47 prefektur.
Do dnešního dne nebyl vydán žádný zákon, který by provincie zrušil. Jsou ale považovány za zcela zastaralé, i když jsou jejich názvy stále široce používány pro označování přírodních jevů, v názvech společností a komerčních značek. Po roce 2000 navrhl guvernér prefektury Nagano přejmenování prefektury na „Šinšú“ (název odvozený od provincie Šinano).
Provincie se dělí na několik skupin: na kinai (provincie v okolí hlavního města Kjóto) a na sedm nebo osm dó (cesty nebo správní okruhy). Dó v této souvislosti by se nemělo zaměňovat za moderní dopravní cesty jako jsou Tókaidó z Tokia do Kjóta nebo Kóbe. Rovněž Hokkaidó by se v tomto kontextu nemělo zaměňovat za prefekturu Hokkaidó, i když se geograficky překrývají.

## Dnes
Názvy provincií jsou dnes považovány už jen za historickou zajímavost. Jsou také používány jako součást rodinných příjmení (od období Edo) a v názvech mnoha výrobků jako jsou např. sanuki udon, ijokan a awa odori.
Názvy některých provincií jsou používány pro označení určitých částí současných prefektur společně s jejich kulturními a geografickými charakteristikami. V mnoha případech jsou tyto názvy kombinovány se světovými stranami, např. Hoku-Seccu (北摂) znamená Severní (北) Seccu (摂津).